# Казони, Бернар
Берна́р Рене́ Мише́ль Казони́ (фр. Bernard Réné Michel Casoni; род. 4 сентября 1961, Канны) — французский футболист и футбольный тренер. Участник Евро-1992 в составе сборной Франции.

## Карьера

### Тренерская карьера
В январе 2010 года Казони был назначен главным тренером клуба «Эвиан», с которым в сезоне 2010/11 вышел в Лигу 1. За это он был удостоен звания Тренера года в Лиге 2. Однако 2 января 2012 года во время зимнего перерыва он добровольно подал в отставку.

## Достижения
Национальные
- Чемпион Франции (2): 1991, 1992

Европейские
- Победитель Лиги чемпионов (1): 1993
- Финалист Лиги чемпионов (1): 1991